# Katerina Vidiaux
Katerina Vidiaux López, née le 9 juin 1987 à Holguín, est une lutteuse cubaine.

## Carrière
Katerina Vidiaux López évolue dans la catégorie des moins de 63 kg. 
Elle est médaillée d'or aux Jeux panaméricains de 2011, médaillée de bronze aux Jeux d'Amérique centrale et des Caraïbes de 2014 et médaillée d'argent aux Jeux panaméricains de 2015.
Elle obtient aux Championnats panaméricains de lutte la médaille d'argent en 2009, 2010 et 2013 et la médaille de bronze en 2011, 2014 et 2016.